# Reed Low
Reed Low (né le 21 juin 1976 à Moose Jaw province de la Saskatchewan) est un joueur canadien de hockey sur glace.

## Carrière de joueur
Il a joué pour les Blues de Saint-Louis et les Blackhawks de Chicago dans la Ligue nationale de hockey.

## Statistiques
Pour les significations des abréviations, voir Statistiques du hockey sur glace.

### En club
| Saison     | Équipe                   | Ligue      |     | Saison régulière | Saison régulière | Saison régulière | Saison régulière | Saison régulière |    | Séries éliminatoires | Séries éliminatoires | Séries éliminatoires | Séries éliminatoires | Séries éliminatoires |
| Saison     | Équipe                   | Ligue      | PJ  | B                | A                | Pts              | Pun              | PJ               | B  | A                    | Pts                  | Pun                  |                      |                      |
| 1994-1995  | Pats de Regina           | LHOu       | 2   | 0                | 0                | 0                | 5                | --               | -- | --                   | --                   | --                   |                      |                      |
| 1994-1995  | Top Guns de Minot        | LHJS       |     |                  |                  |                  |                  |                  |    |                      |                      |                      |                      |                      |
| 1995-1996  | Warriors de Moose Jaw    | LHOu       | 61  | 12               | 7                | 19               | 221              | --               | -- | --                   | --                   | --                   |                      |                      |
| 1996-1997  | Warriors de Moose Jaw    | LHOu       | 62  | 16               | 11               | 27               | 228              | 12               | 2  | 1                    | 3                    | 50                   |                      |                      |
| 1997-1998  | Kingfish de Bâton-Rouge  | ECHL       | 39  | 4                | 2                | 6                | 145              | --               | -- | --                   | --                   | --                   |                      |                      |
| 1997-1998  | IceCats de Worcester     | LAH        | 17  | 1                | 1                | 2                | 75               | 3                | 0  | 0                    | 0                    | 0                    |                      |                      |
| 1998-1999  | IceCats de Worcester     | LAH        | 77  | 5                | 6                | 11               | 239              | 4                | 0  | 0                    | 0                    | 2                    |                      |                      |
| 1999-2000  | IceCats de Worcester     | LAH        | 80  | 12               | 16               | 28               | 203              | 9                | 1  | 3                    | 4                    | 16                   |                      |                      |
| 2000-2001  | Blues de Saint-Louis     | LNH        | 56  | 1                | 5                | 6                | 159              | --               | -- | --                   | --                   | --                   |                      |                      |
| 2001-2002  | Blues de Saint-Louis     | LNH        | 58  | 0                | 5                | 5                | 160              | --               | -- | --                   | --                   | --                   |                      |                      |
| 2002-2003  | Blues de Saint-Louis     | LNH        | 79  | 2                | 4                | 6                | 234              | --               | -- | --                   | --                   | --                   |                      |                      |
| 2003-2004  | Blues de Saint-Louis     | LNH        | 57  | 0                | 2                | 2                | 141              | --               | -- | --                   | --                   | --                   |                      |                      |
| 2005-2006  | Rivermen de Peoria       | LAH        | 20  | 3                | 5                | 8                | 40               | --               | -- | --                   | --                   | --                   |                      |                      |
| 2005-2006  | River Otters du Missouri | UHL        | 4   | 2                | 1                | 3                | 13               | --               | -- | --                   | --                   | --                   |                      |                      |
| 2006-2007  | Blackhawks de Chicago    | LNH        | 6   | 0                | 0                | 0                | 31               | --               | -- | --                   | --                   | --                   |                      |                      |
| 2006-2007  | Admirals de Norfolk      | LAH        | 58  | 4                | 6                | 10               | 172              | 5                | 1  | 0                    | 1                    | 6                    |                      |                      |
| Totaux LNH | Totaux LNH               | Totaux LNH | 256 | 3                | 16               | 19               | 725              |                  |    |                      |                      |                      |                      |                      |